# Silmarile
Silmarile (qya. Silmarilli, lp. Simarillë) – przedmioty ze stworzonej przez J.R.R. Tolkiena mitologii Śródziemia.
Silmarile były trzema klejnotami stworzonymi przez Fëanora, który uwięził w nich światło dwóch Drzew Valinoru. Zaklęty był w nich ogień Ei i losy Ardy.
Zostały wykonane przez Fëanora z krystalicznej silimy, przypominającej diament. Dzięki temu były bardzo trwałe. Zostały zaklęte przez Vardę tak, że nikt, kto ich pożądał, nie mógł ich dotknąć, nie ryzykując poparzenia.
Klejnoty te były przedmiotem pożądania Melkora, który ukradł je zabijając ojca Fëanora, Finwego, i niszcząc Dwa Drzewa. Fëanor i jego siedmiu synów złożyło przysięgę, że będą ścigać każdego, kto posiada Silmarile, a następnie wraz z większą częścią Noldorów uciekli z Amanu. Stało się to przyczyną Wojny o Klejnoty, na której jest oparta Quenta Silmarillion.
Jeden z Silmarili został wykradziony z Żelaznej Korony Morgotha przez Berena i Lúthien. Przechowywał go Thingol w Menegroth, ale z biegiem czasu czuł się coraz bardziej przywiązany do klejnotu i chciał go mieć ciągle przy sobie. Nakazał krasnoludom z Nogrodu, żeby wkuli go w Nauglamír, lecz ci pożądając diamentu zabili Thingola, a następnie zaatakowali Doriath wielką armią, która ze skarbca bronionego przez Mablunga wyniosła również Silmaril. Beren wraz ze swoim synem Diorem odzyskał go po bitwie nad Sarn Athrad. Po śmierci Berena i Luthien otrzymał go Dior. Jednak związani przysięgą synowie Fëanora zaatakowali Doriath, ale Elwinga uniosła Silmaril do przystani u ujścia Sirionu. Jednak znowu zaatakowali synowie Fëanora, ale Elwinga zamieniona w ptaka przez Ulma zaniosła go na pokład statku swego męża, Eärendila, syna Tuora i Idril, który dzięki jego mocy dopłynął do Valinoru na Vingilocie, mimo że wciąż trwał okres Nurtale Valinoreva i wybłagał pomoc Valarów w wojnie przeciw Morgothowi. Eärendil wybrał los elfa i wzniósł się dzięki Valarom pod niebo, a Silmaril świecił na statku jako gwiazda.
Pozostałe zostały wydarte z korony Morgotha po Wojnie Gniewu, jednak związani przysięgą Maglor i Maedhros wykradli je z obozu Valarów, ale klejnoty parzyły im ręce, więc Maglor wyrzucił swój do morza, a Maedhros do wielkiej przepaści. Silmarile znalazły więc swoje stałe miejsce na świecie – jeden w powietrzu, drugi w łonie ziemi, a trzeci w morzu.
Według Drugiej Przepowiedni Mandosa Silmarile zostaną odzyskane po bitwie Dagor Dagorath:

Następnie Ziemia zostanie rozłamana i ukształtowana na nowo, a Silmarile odzyskane z Ziemi, Morza i Przestworzy. Eärendil bowiem zstąpi z nieba i odstąpi płomienia, który miał w swej pieczy. Wówczas Fëanor weźmie Trzy Klejnoty i zaniesie je Yavannie Palurien, ta zaś je rozbije i ogniem ich ożywi Dwa Drzewa, i wielkie światło rozbłyśnie.